# Vattenpass

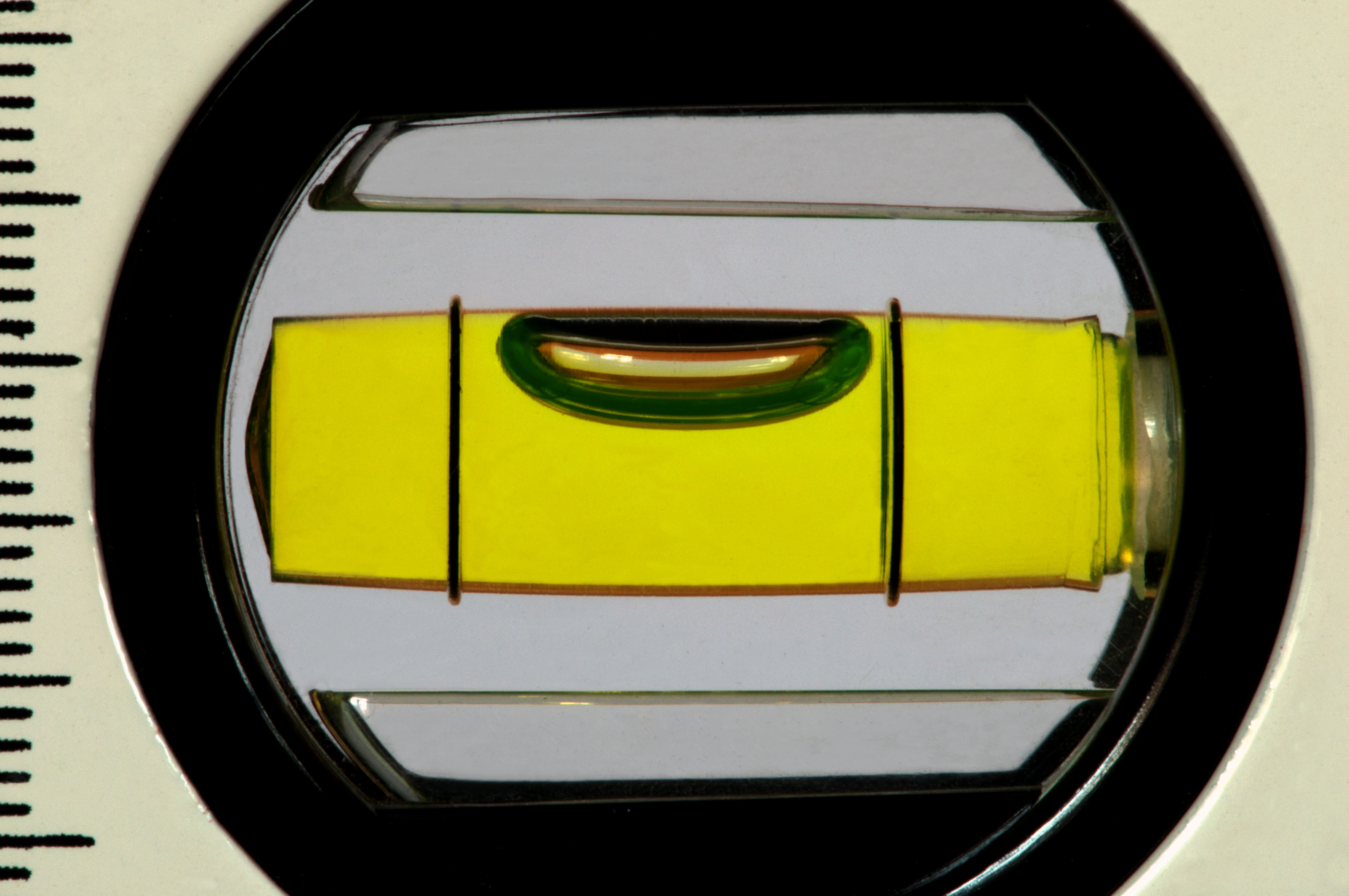
Vattenpass med rörlibell. Röret är svagt böjt och bubblan placerar sig på den högsta punkten

Vattenpass eller vattpass eller vattenvinkelmätare är ett verktyg som visar om ett föremål har en viss lutning, vanligen relativt den vågräta eller den lodräta riktningen.
Det var bara i äldre tider som vatten var vätskan som givit namnet åt verktyget. Vatten har i denna tillämpning en del oönskade egenskaper, bland annat att det fryser i kallt väder. Numera används vätskor med låg viskositet, som ger lättrörliga blåsor samt har låg fryspunkt.

## Libell
En libell indikerar riktningsavvikelsen i ett vattenpass och består vanligen av ett genomskinligt vätskefyllt rör, en rörlibell, med en gradering och en invändig synlig gasbubbla. Doslibeller är utformade för att bestämma riktningsavvikelsen från ett horisontellt plan. Noggrannheten för en rörlibell är av storleksordningen 0,01° och för en doslibell av storleksordningen 0,1°.

## Vattenpasstyper

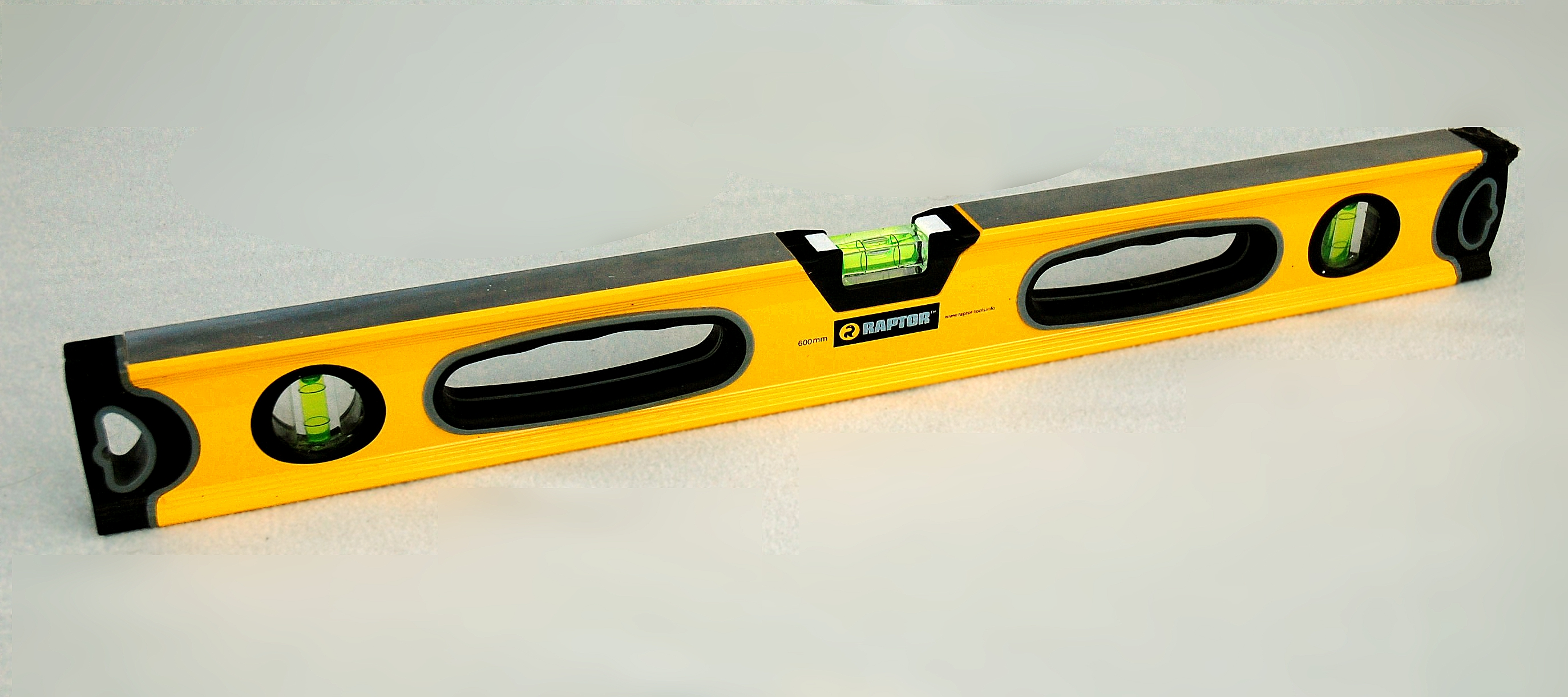
Vattenpass med rörlibeller

- Den vanligaste typen av vattenpass har rörlibeller för mätning av vågräta och lodräta riktningar. På vissa vattenpass kan det finnas en tredje rörlibell i 45° vinkel mot de båda andra. Ibland kan denna tredje libell vara vridbar och försedd med en skala. Med detta tillägg går det att mäta valfria lutningar mellan 0° och 90°.

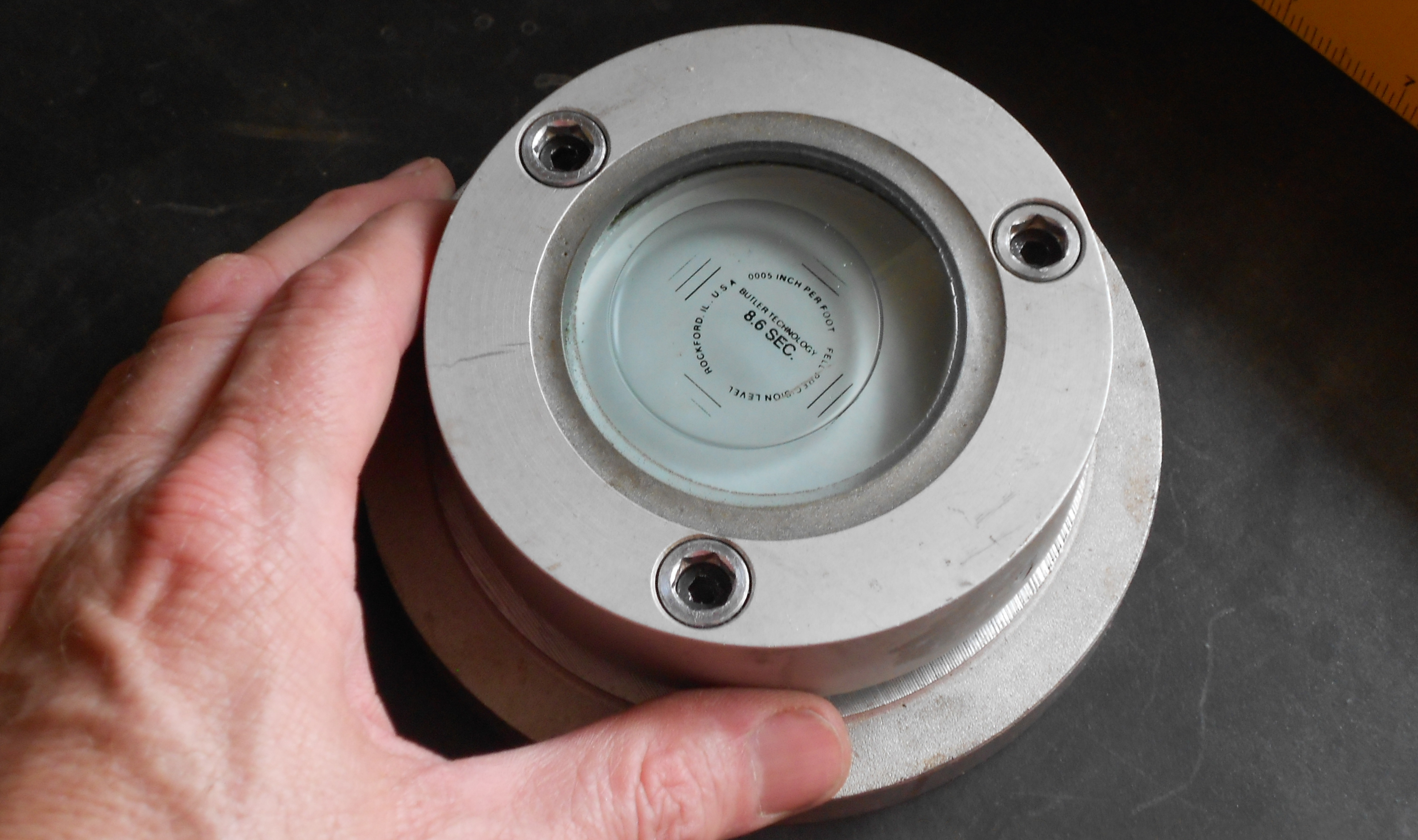
Dosvattenpass

- Dosvattenpass för inställning av vågräta ytor har i stället för en rörlibell vätskan innesluten i en doslibell, en liten cirkulär behållare med svagt välvd översida med ett litet cirkelmärke mitt på. När bubblan befinner sig helt i mitten av det lilla cirkelmärket, är det kontrollerade planet vågrätt. Om planet är rätt justerat, skall bubblan ligga helt stilla inom det cirkelformade märket, om doslibellen roteras ett varv.

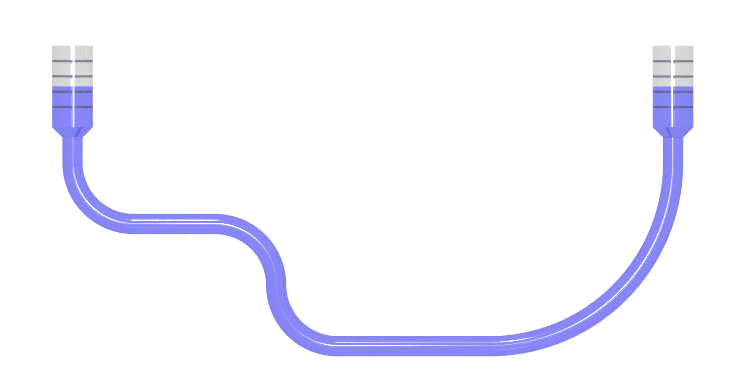
Slangvattenpass

- Slangvattenpass fungerar enligt principen om kommunicerande kärl och består av en slang avslutad i bägge ändar med ett kort genomsynligt ofta graderat rör. De båda rören hålls intill varandra, och slangen fylls med så mycket vatten att man ser vattenytan i bägge rören. Siktrören kan flyttas ifrån varandra och går att markera eller sätta ut höjder även om det inte är fri sikt mellan ändpunkterna. Synrören och slangen får inte vara alltför smala, då annars kapillärkrafter kan påverka mätresultatet.

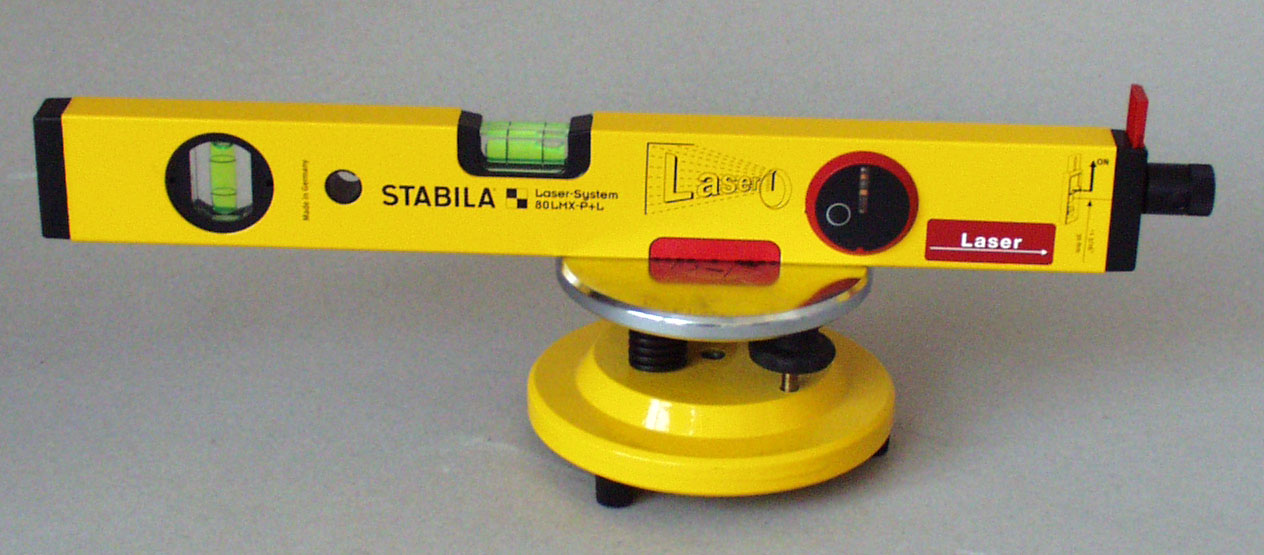
Laservattenpass med libeller

- Laservattenpass indikerar den riktning i vilken mätning sker, med en laserstråle. Laservattenpasset kan placeras i ett horisontellt plan på en justerbar och roterbar skiva. Om laservattenpasset roteras med hjälp av skivan kan det inställda planet markeras.

- Elektroniska vattenpass presenterar mätvärdena digitalt och möjliggör hög precision.

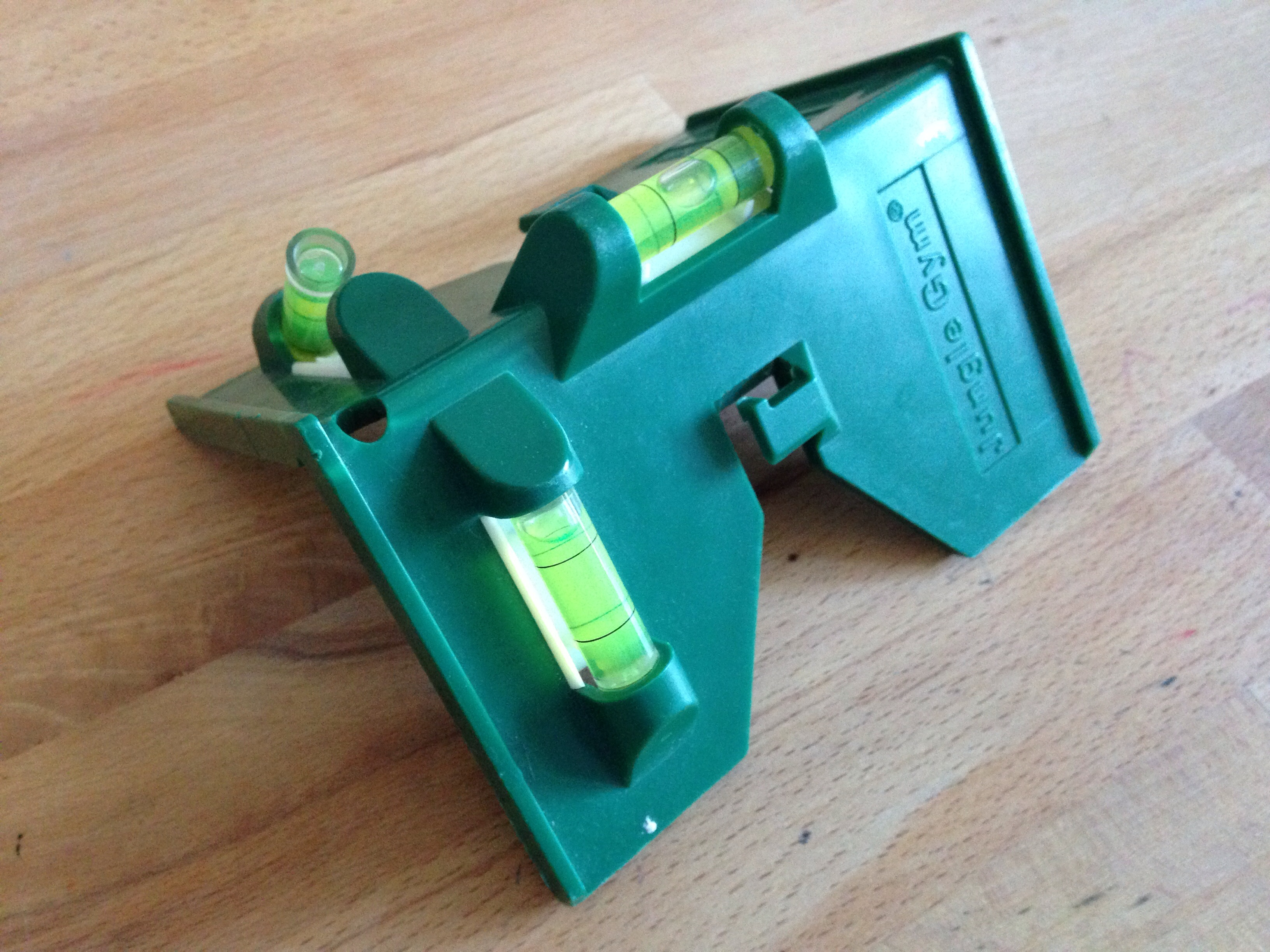
Stolpvattenpass

- Stolpvattenpass har två libeller monterade på ett anslag böjt i 90° vinkel. Anslaget läggs mot kanten av en stolpe (eller kanske hörnet på ett skåp eller en bokhylla etcetera). När bägge libellernas blåsor samtidigt  visar tillräcklig noggrannhet, anses den mätta kanten vara lodrät i alla riktningar.

- Husvagnsvattenpass har två rörlibeller i 90° vinkel mot varandra, monterade på en liten platta, som läggs mot husvagnens golv. Husvagnens stödben ska justeras i alla hörn, tills de två libellerna samtidigt visar önskad noggrannhet och golvet då anses vara vågrätt.